# Georg Juel
Georg Juel (* 11. Oktober 1840 in Wisby bei Oslo; † 28. Mai 1900 in Nischwitz; vollständiger Name: Petter Andreas Georg Juel) war ein deutscher Kaufmann, Unternehmer und Kommunalpolitiker. Die Stadt Wurzen verlieh ihm wegen seines Engagements für die Stadt ihre Ehrenbürgerwürde.

## Leben und Wirken
Georg Juel war der Sohn eines norwegischen Grundbesitzers und einer Hamburger Kaufmannstochter. Seine Mutter starb früh, deshalb kam er zu den Großeltern nach Hamburg. Hier absolvierte er eine kaufmännische Lehre. Bei einem beruflichen Aufenthalt in Leipzig lernte er Friederike Schütz aus Wurzen kennen, 1864 verlobten sich die beiden, 1866 fand die Hochzeit statt. Wegen der Kinderlosigkeit der Ehe adoptierten die Juels 1885 ein elternloses Geschwisterpaar.

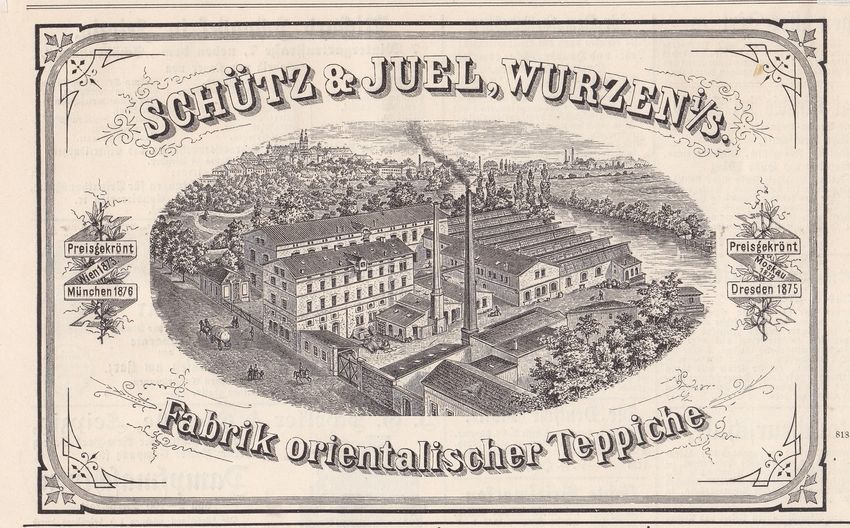
Schütz-Juel'sche Teppichfabrik (1880)

Friederike Schütz war die Tochter von Johann Friedrich August Schütz. Dieser betrieb seit 1840 in Wurzen eine Tapetenfabrik mit der Spezialität der Herstellung von Velourstapeten. Zur Vermeidung der für den Velours notwendigen Wollstaubimporte aus Frankreich gründete Schütz die Wollstaub- und Teppichfabrik von Schütz & Juel, nahm also seinen Schwiegersohn als Teilhaber in das Unternehmen auf. Unter Juels Leitung entwickelte sich das Unternehmen erfolgreich. Es wurden Wollstaub, aber auch Läuferstoffe, Portieren und Decken sowie vor allem später auch Teppiche hergestellt, die in den 1870er Jahren auf internationalen Ausstellungen Preise errangen. Einige Entwürfe stammten von Georg Bötticher, dem Vater von Joachim Ringelnatz, der von 1875 bis 1888 als Musterzeichner für die Schütz'sche Tapetenfabrik arbeitete.
1883 wurde das Unternehmen unter der Firma Wurzner Teppich- und Velours-Fabriken in eine Aktiengesellschaft umgewandelt, im Mai 1914 verkürzte man die Firma in Wurzner Teppichfabrik AG. Die Produktion hielt sich viele Jahrzehnte bis zur Liquidation 1995 auf hohem künstlerischem Niveau.
Juel wirkte in zahlreichen Ehrenämtern. Er war 16 Jahre lang Mitglied der Stadtverordnetenversammlung und 13 Jahre davon deren Vorsteher – ein Amt, das er schließlich aus gesundheitlichen Gründen aufgeben musste. 24 Jahre lang war er ehrenamtlicher Direktor der Freiwilligen Feuerwehr von Wurzen. Viele Jahre leitete er auch den von ihm gegründeten Verschönerungsverein.

Denkmal für Georg Juel im Wurzner Stadtpark (1908)

1879 erwarb er ein Grundstück im Norden der Stadt. Nach vier Jahren privater Gartennutzung verkaufte er es zu einem Bruchteil des Wertes an die Stadt. Unter intensiver Mitwirkung des Verschönerungsvereins entstand hier ein Park, der den südlichen Teil des heutigen Stadtparks bildet.

## Ehrungen
- Für seine wirtschaftlichen Verdienste wurde Georg Juel mit dem Ehrentitel eines (königlich sächsischen) Kommerzienrats ausgezeichnet.
- Am Tag seiner Silberhochzeit 1891 verlieh ihm die Stadt Wurzen die Ehrenbürgerwürde.
- Kurz vor seinem Tod wurde die Straße entlang der Nordwestseite des heutigen Wurzener Stadtparks nach ihm benannt.
- 1908 wurde im Stadtpark ein Denkmal errichtet, das Juels Profil-Porträt und eine würdigende Inschrift zeigte. Das Denkmal wurde 1973 abgebrochen, die Tafel mit der Widmung kam ins Museum.